# Saint-Brès, Gers
Saint-Brès är en kommun i departementet Gers i regionen Occitanien i sydvästra Frankrike. Kommunen ligger i kantonen Mauvezin som tillhör arrondissementet Condom. År 2022 hade Saint-Brès 71 invånare.

## Befolkningsutveckling
Antalet invånare i kommunen Saint-Brès
Referens:INSEE